# Вощиков, Константин Алексеевич
Константин Алексеевич Вощиков (1 мая 1935, Красноярск, РСФСР, СССР — 10 января 2025, Красноярск, Россия) — советский актёр театра и кино, театральный педагог. Заслуженный артист РСФСР (1986), заслуженный артист Тувинской АССР.

## Биография
Родился 1 мая 1935 года в Красноярске в семье военнослужащего.
В 1957 году окончил театральное училище имени Щукина (курс — Ц. Л. Мансуровой). В 1973 году учился на Высших режиссёрских курсах этого же училища у режиссёра, педагога, драматурга Е. Р. Симонова. Работал в литературном театре при краевой филармонии, являлся режиссёром филармонических программ. В качестве чтеца, его репертуар насчитывает более двадцати сольных программ. Полжизни Вощиков занимался педагогической деятельностью, также был профессором Красноярской академии музыки и театра. Воспитал Вощиков свыше двадцати народных и заслуженных артистов России, СССР.
Скончался 10 января 2025 года на 90-м году жизни у себя на родине в Красноярске.